# 유침류 (유형동물)
유침류는 유형동물문 유침강(有針綱) 동물의 총칭이다.

## 특징
주둥이 끝에 한 개 또는 여러 개의 침이 있으며, 입은 뇌의 앞쪽에 있다. 날카로운 침으로 먹이를 찌르고 독액을 주입시켜 마취시킨 다음, 입술을 오므려 먹이를 삼킨다.

## 하위 분류
- 질유형목 (Bdellonemertea)
- 유침유형목 (Hoplonemertea)